# Dawson Creek
Dawson Creek es una pequeña ciudad al noreste de Columbia Británica, Canadá. Comprende un área de 20,66 km² con una población, según el censo de 2006, de unos 11 615 habitantes. Conocida como «la Capital de la Paz», es el servicio central de muchas áreas rurales al sur del río de la Paz (Peace) y la capital del distrito regional del Río de la Paz. Dawson Creek pasó de ser una pequeña comunidad granjera a convertirse en centro regional, cuando la terminal oeste de los Ferrocarriles de Alberta se extendió hasta allí en 1932, y el Ejército de los Estados Unidos usó esa misma terminal como punto de transporte en 1942 durante la construcción de la autopista Alaska. El mayor desarrollo de la ciudad ocurrió entre 1942 y 1966 cuando se construyeron autovías y ferrovías conectando el área rural del campo del río de la Paz con el resto de Columbia Británica a través de Dawson Creek.
Dawson Creek debe su nombre al arroyo del mismo nombre que corre por la ciudad. El mismo fue llamado así en honor a George Mercer Dawson, por un miembro de su equipo de medición de terrenos cuando pasaron por la zona en agosto de 1879. La ciudad, en el extremo sur de la autovía de Alaska, es conocida como la "Ciudad de la Milla 0" y es también la sede de un parque de atracciones regional, de un pueblo de la interpretación patrimonial, y de la Universidad de Northern Lights.

## Historia
Dawson Creek fue una de las comunidades agrícolas establecidas por los colonos europeo-canadienses que se desplazaron hacia el oeste por el campo del río Peace. Cuando en 1912 la cesión de terreno comenzó a ser repartida entre los colonos por el gobierno canadiense, se incrementó el paso de la migración. Con la apertura de algunas tiendas y hoteles en 1919, y la incorporación de la Unión cooperativa de Dawson Creek el 28 de mayo de 1921, la ciudad se convirtió en un centro predominante de negocios en la zona.
Tras mucha especulación por parte de los terratenientes y los inversores, los Ferrocarriles del Norte de Alberta construyeron sus terminales a 3 kilómetros de Dawson Creek. La punta dorada fue clavada el 29 de diciembre de 1930, y el primer tren de pasajeros llegó el 15 de enero de 1931. La llegada del ferrocarril y la construcción de elevadores de grano atrajeron a más colonos y propiciaron el comercio en el establecimiento. La necesidad de proveer servicios para una comunidad de crecimiento acelerado permitieron la incorporación de Dawson Creek como pueblo en 1936. En 1939, debido al comienzo de la Segunda Guerra Mundial, muchos refugiados de los Sudetes emigraron a la región y se establecieron en tierras compradas al Ferrocarril canadiense del Pacífico y se mantuvieron en fideicomiso por la Asociación Canadiense de Colonización. La población de la comunidad excedió los 500 habitantes en 1941, pero en 1943 la población rondaba cerca de las mil personas. El pueblo tuvo un rápido desarrollo en 1942, ya que miles de tropas, ingenieros y contratistas estadounidenses se arrimaron a la ciudad, que se había convertido en terminal de transporte ferroviario para construir la autovía de Alaska.
La carretera se terminó en menos de un año, pero a lo largo de la siguiente década, aun cuando los obreros se habían marchado, persistió el crecimiento económico y poblacional. En 1953, se construyó la planta de gas propano más grande del occidente canadiense y se instalaron oficinas del gobierno federal en la ciudad. En 1954 se abrió la autovía de John Hart, y la línea asociada de trenes, que comunicaron al pueblo con el interior de Columbia Británica y las tierras bajas a través de las Montañas Rocosas. Dawson Creek se reincorporó como ciudad en 1958, dado que la población se había más que triplicado entre 1951 y 1961.
El crecimiento decreció en la década de 1960, con la población alcanzando su punto máximo en 1966. En la década de 1970, el gobierno provincial trasladó sus oficinas desde Pouce Coupe a la ciudad, la Universidad de Northern Lights abrió un campus en Dawson Creek, y se construyó un centro comercial. Se construyeron muchos portadores de grano, y los cinco cargadores de grano (hechos de madera), llamados "Ronda de Elevador", fueron desmantelados. Solo uno de los cargadores o elevadores históricos de grano permanece hoy en día, convertido en una galería de arte. A partir de la década de 1970, con el pueblo colindante de Fort St. John atrayendo a gran parte del desarrollo industrial, y Grande Prairie convirtiéndose en centro comercial, la población y la economía del pueblo no han crecido de forma significativa.
Desde 1991, la ciudad ha expandido muchos sus límites. Se incorporó suelo rústico del sureste, próximo a una fábrica de chapado de madera de la empresa "Louisiana-Pacific Canada". Sin embargo, con las instalaciones a medio hacer, la compañía abandonó sus planes luego de que la ciudad extendiera la red de alcantarillado y de aguas en el lugar. Una firma de construcción de casas prefabricadas compró la empresa y completó su desarrollo en 2005. Otra expansión incorporó a la fábrica de OSB de Lousiana-Pacific Corporation en el noroeste del pueblo, mientras otras incorporaciones han incluido tierra sin cultivar al sur del aeropuerto, para uso comercial potencial o industrial, y al norte del pueblo para su uso residencial extensivo.

## Demografía
El censo de 1941, el primero en incluir a Dawson Creek como una subdivisión definida, contó 518 residentes. El segundo censo, en 1951, registró un crecimiento séptuple de 3.589 residentes, y con cinco años la población se duplicó a 7.531 habitantes. El rápido crecimiento ocurrió porque la ciudad era un punto de transbordo, la terminal del ferrocarril del oeste, para la construcción de la autovía de Alaska y las comunidades agrícolas que le siguieron. El crecimiento continuó a lo largo de las décadas de 1950 y 1960 debido a que otra autovía, con dirección al sur de CB, hizo de la ciudad una zona de intersección de carreteras entre Columbia Británica y Alberta. La población llegó a su auge en 1966 con 12.392 habitantes y decayó en la década de 1970, reponiéndose levemente durante la construcción del pueblo vecino de Tumbler Ridge a comienzos de la década de 1980. A partir de ese momento, la población de Dawson Creek se ha mantenido estable, creciendo solo un 3,5% desde 2001.
| Censo de Canadá (2006) |              |                    |
|                        | Dawson Creek | Columbia Británica |
| Edad promedio          | 35,6 años    | 40,8 años          |
| Por debajo de 15 años  | 21%          | 17%                |
| Por encima de 65 años  | 12%          | 14%                |
| Minoría visible        | 3%           | 25%                |
| Protestantes           | 37%          | 31%                |
| Católicos              | 18%          | 17%                |

Conforme al censo de Canadá, que tuvo lugar en 2001, había 10.740 personas residiendo en 4.410 viviendas dentro del perímetro de la ciudad. De estas viviendas, el 30% eran habitadas por una sola persona, ligeramente por arriba del 27% del promedio provincial, mientras que aquellas viviendas donde habitaban matrimonios con y sin hijos se aproximaron a los promedios provinciales en un 26%. Dawson Creek poseía una menor proporción de parejas casadas que el resto de la provincia —45% comparado al 51% — pero personas de la misma similitud por vivienda. Con un total del 93% de la población de Dawson Creek habiendo nacido en Canadá, y el 91% angloparlantes, la ciudad tiene pequeñas minorías visibles. Solo el 12% de los residentes de entre 20 y 64 años de edad completó la universidad, la mitad del promedio provincial, y el 25% no terminó la secundaria, bastante más elevado que el 19% de promedio para Columbia Británica.
En 2005, la seccional 22 de imparcialidad de la Policía Real Montada de Canadá en Dawson Creek informó de 2.561 tentativas criminales. Esto, trasladado a una tasa de crimen de 225 ofensas al código penal cada 1.000 personas, desciende respecto al índice de 231 del año anterior, pero sigue siendo aún más elevado que el promedio provincial de 125. En 2004, sobre una base de 1.000 personas, la ciudad presentaba mayores tasas de delincuencia en comparación con los promedios provinciales en todas las violaciones al código penal excepto robo de automóviles (19,8 ciudad, 20,2 provincia), vinculación a la heroína (0 ciudad, 0,13 provincia), y homicidio (0 ciudad, 0,03 provincia). Asimismo, la ciudad tenía niveles ligeramente más altos aunque comparables de portación de armas, consumo y venta de hachís, asaltos, y robo de vehículos. No obstante, sobre esa misma base de cada 1.000, la ciudad presentaba niveles más altos de robo de comercios (13,8 ciudad, 4,2 provincia), y consumo y tráfico de cocaína (7,8 ciudad, 1,4 provincia), allanamientos comerciales (11,2 ciudad, 4,2 provincia), allanamientos a viviendas (13,9 ciudad, 6,0 provincia), y asaltos sin violencia sexual (26,2 ciudad, 9,9 provincia).

## Economía
La economía de Dawson Creek gira en torno a cuatro industrias mayores: agricultura, venta por menor, turismo, y petróleo y gas. La agricultura ha sido a lo largo de la historia la industria más importante de Dawson Creek, ya que la ciudad es un punto de transbordo regional para facilidades agrícolas. Dawson Creek se encuentra rodeado de una reserva agrícola terrestre, donde el suelo sirve para criar ganado y producir buenas cosechas consistentes y de calidad de cultivos de grano y pasto, como trigo, avena, centeno, cebada, lino, heno, alfalfa y melitoto. El sector de servicios y de ventas por menor abastecen tanto a los habitantes de la ciudad como a los de pequeños pueblos aledaños y comunidades rurales. Sin embargo, una cantidad significante se destina a la Gran Pradera, la ciudad cercana más grande de Alberta, donde el gobierno no impone aranceles provinciales a ventas al menor, mientras Columbia Británica fija los mismos en un 7%. En 2006 el gobierno provincial denegó una propuesta de rebajar las ventas de la ciudad a la provincia en un 4%. El problema de la exportación se ha visto agravado recientemente por la introducción de grandes centros comerciales en la pequeña ciudad. Los habitantes aún cruzan la frontera por productos caros pero también compran productos cuyo precio es normal o más barato a grandes sucursales de cadenas comerciales extranjeras.
Dawson Creek posee una gran industria turística como la Milla "0" de la autovía de Alaska. Miles de personas conducen sobre la autovía de Alaska cada año, comenzando en Dawson Creek y acabando en Fairbanks, Alaska. Este paseo puede darse con vehículos recreativos, a veces en convoyes que se reúnen primero en la ciudad. En invierno, la industria hospitalaria abastece a los trabajadores de la parcela petrolera. Los hallazgos al sur de Dawson Creek y los precios altos de la energía han hecho que la economía de las actividades petrolíferas y las vinculadas al gas, que habían impulsado al cercano Fort St. John, se desparramara a la economía de Dawson Creek. La primera granja eólica de Columbia Británica se prevé que será construida a unas varias millas al suroeste de la ciudad en 2008.

## Transporte e infraestructura

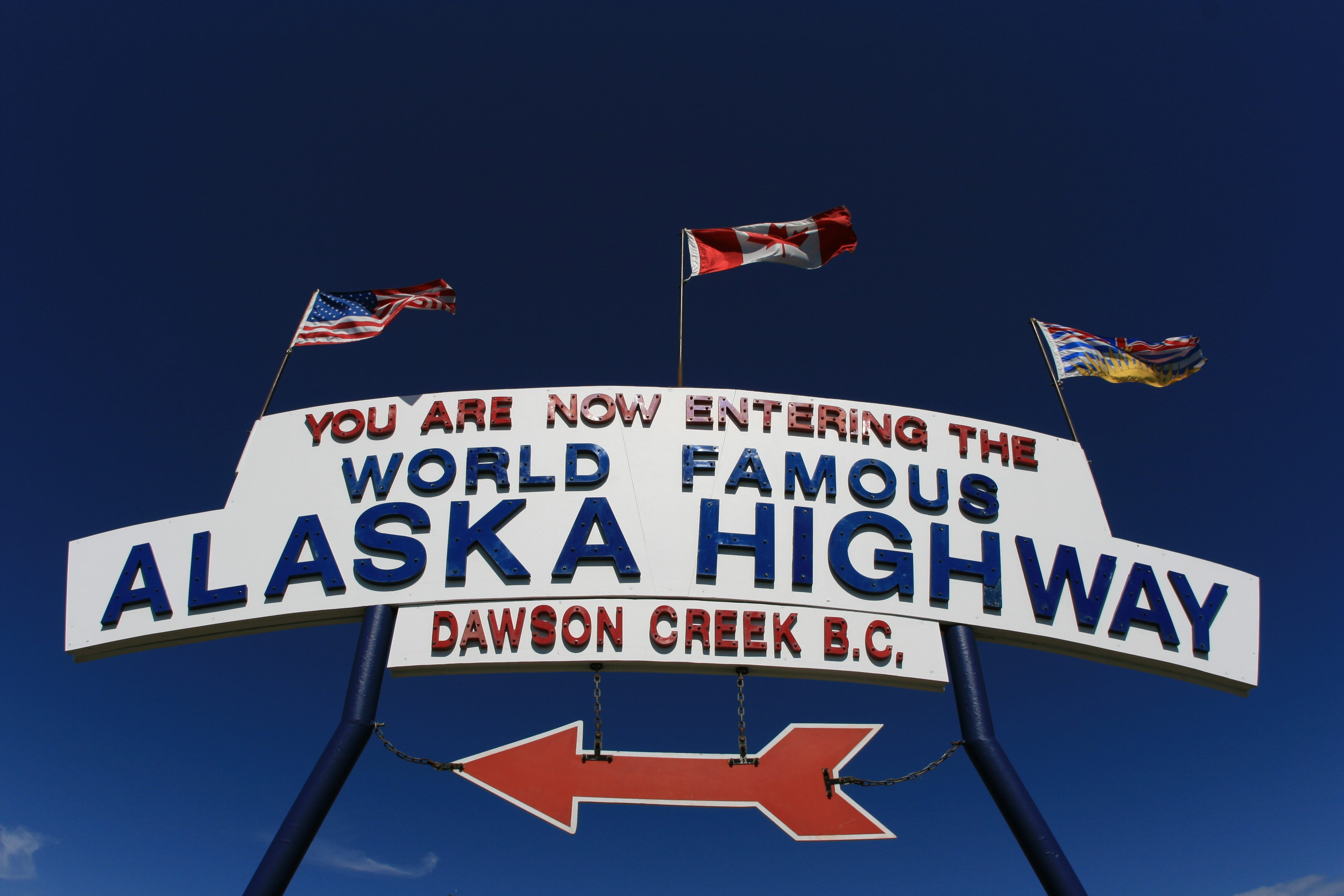
Letrero que marca el punto de inicio de la Autopista Alaska, que une Dawson Creek con la ciudad de Fairbanks, en el estado de Alaska.

La red de carreteras de Dawson Creek fue diseñada a mediados del siglo XX, al tiempo que el pueblo se extendía rápidamente. La ciudad mantiene 88  km (55 mi) de carreteras pavimentadas y 11 km (7 mi) sin pavimentar en muchos perímetros cuadriculares de grandes bloques de tierra conectados uno a otro mediante solo unas pocas intersecciones; por ejemplo, en un puente o cruce de trenes. Debido a que hay muchas intersecciones internas con señales de paro en la cuadrícula, el tráfico se suele volcar sobre dos carreteras arteriales: la Calle 8 en dirección norte-sur y la Avenida Alaska con rumbo sureste–noroeste. Estas dos carreteras arteriales se intersectan en un círculo de tráfico donde una estatua metálica marca el comienzo de la autovía de Alaska. Entre las autovías que emanan de Dawson Creek se encuentra la autovía 2 (sur a Grande Prairie y Alberta meridional), la autovía 49 (este a Peace River y Alberta septentrional), la autovía 975 (sureste a Chetwynd y Prince George) y la autovía 97N (norte a Fort St. John y el Yukón). Una carretera sobre las fronteras sur y oeste de la ciudad, incluyendo la autovía 2, con algunas intersecciones, fue designada como "la ruta de los bienes peligrosos" para camiones pesados, con el fin de que puedan evitar viajar a través de la ciudad. Sin embargo, no hay ninguna ruta a partir la autovía 49, por lo que muchos aún utilizan las arteriales de la ciudad, enlenteciendo el tráfico y dañando las carreteras.

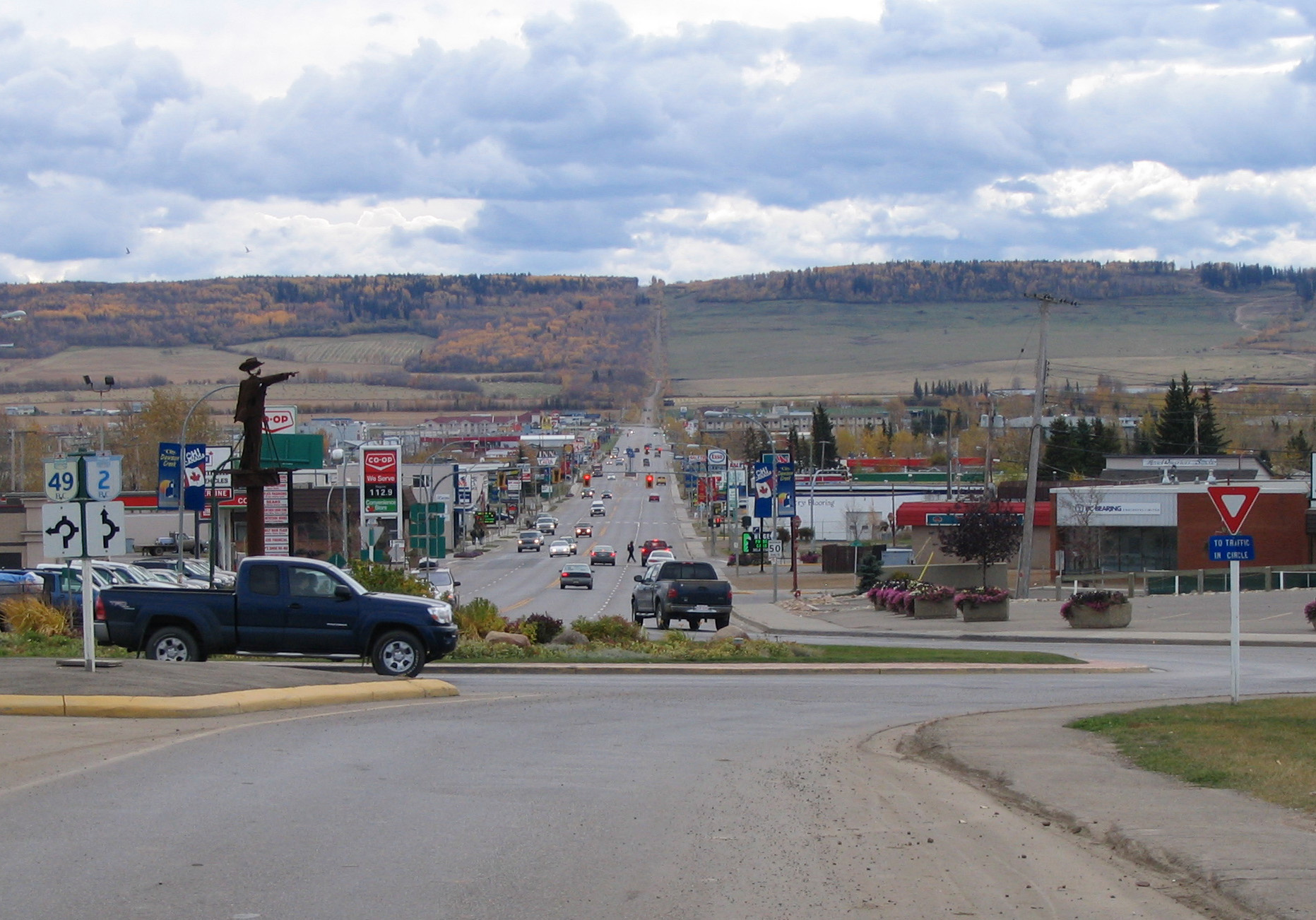
La Calle 8 de Dawson Creek y la estatua de metal que señala el noroeste, hacia Alaska.

Dawson Creek es un nódulo regional de servicios aéreos, trenes y autobuses. El Aeropuerto de Dawson Creek, que ofrece vuelos comerciales por "Central Mountain Air", fue construido en 1963, y su pista fue pavimentada en 1966. Hay aeropuertos más grandes en Fort St. John y Grande Prairie que mantienen un programa de vuelo más comprensivo que del que dispone Dawson Creek. El servicio de tren de pasajeros estuvo disponible en Dawson Creek entre 1931 y 1974. El mismo comenzó con los Northern Alberta Railways, cuya terminal fue construida en el noroeste del pueblo, y se extendió en 1958 hacia Vancouver con una línea ferroviaria a través de las Montañas Rocosas. Este servicio culminó en 1974 cuando la comodidad de los cargamentos de productos de cereal, petróleo y gas, y aquellos derivados de la explotación forestal, se volvieron más importantes en una economía basada en los recursos. "Greyhound Bus Lines" mantiene una estación de autobuses en Dawson Creek que conecta a la ciudad con Vancouver, Edmonton (vía Grande Prairie) y Whitehorse (vía Fort Nelson).
La ciudad adquiere el suministro de agua desde el río Kiskatinaw, 18 km (11 mi) al oeste de la misma. Antes de alcanzar la ciudad, el agua es bombeada a través de un estanque artificial, dos estanques de almacenamiento, y una planta de refinamiento donde es potabilizada, filtrada y clorada. Dawson Creek también provee con agua mineral a Pouce Coupe y a habitantes rurales. Las aguas residuales son procesadas por un sistema de laguna ubicado al este de la ciudad y desembocando en el río Pouce Coupe. Dawson Creek está situado en el distrito escolar 59 al sur del río Peace, que mantiene a cinco escuelas primarias: Tremblay, Parkhill, Ecole Frank Ross, Crescent Park, y Canalta; un colegio de enseñanza media (Central Middle School) y un instituto de secundaria (South Peace Secondary School). Establecido en 1975, el campus principal de la Universidad de Northern Lights se ubica en Dawson Creek y ofrece diplomas por programas de dos años y certificados de la Universidad de Columbia Británica del Norte.

## Geografía y clima
Al pie de la cadena montañosa de Bear, la ciudad se extiende alrededor del curso fluvial de Dawson Creek que fluye hacia el este y vierte sus aguas en el río Pouce Coupe. La ciudad se ubica sobre la Pradera de Pouce Coupe en el extremo suroeste de Peace River Country, 72 km (45 millas) al sureste de ort St. John, y 134 km (83 millas) al noroeste de Grande Prairie. De acuerdo con el inventario de tierras de Canadá (Canada Land Inventory) la ciudad se emplaza sobre un suelo de limitaciones moderadas, debido a un clima adverso, que restringe al campo de cosechas o requiere prácticas moderadas de conservación. La tierra es llana, pero se eleva en el extremo noreste dejando a un área residencial por encima del resto de la ciudad.
La ciudad está en la sección ecológica de las tierras bajas de Peace en C.B, dentro de la ecozona de los llanos boreales canadienses sobre la plataforma interior continental. Se sitúa en la región climática de la Cordillera, y tiene un ecoclima boreal bajo y semihúmedo. En verano, la ciudad suele ser polvorienta y seca. Las lluvias intensas son esporádicas, durando tan solo unos minutos. Durante el invierno puede volverse duramente fría y seca. Asimismo, la ciudad está sujeta a vientos fuertes a lo largo de todo el año. A diferencia del resto de la provincia, la ciudad y su región utilizan la zona horaria estándar de montaña todo el año, debido a que posee largas horas de luz solar en verano y muy pocas en invierno.

## Cultura, entretenimiento y medios de comunicación

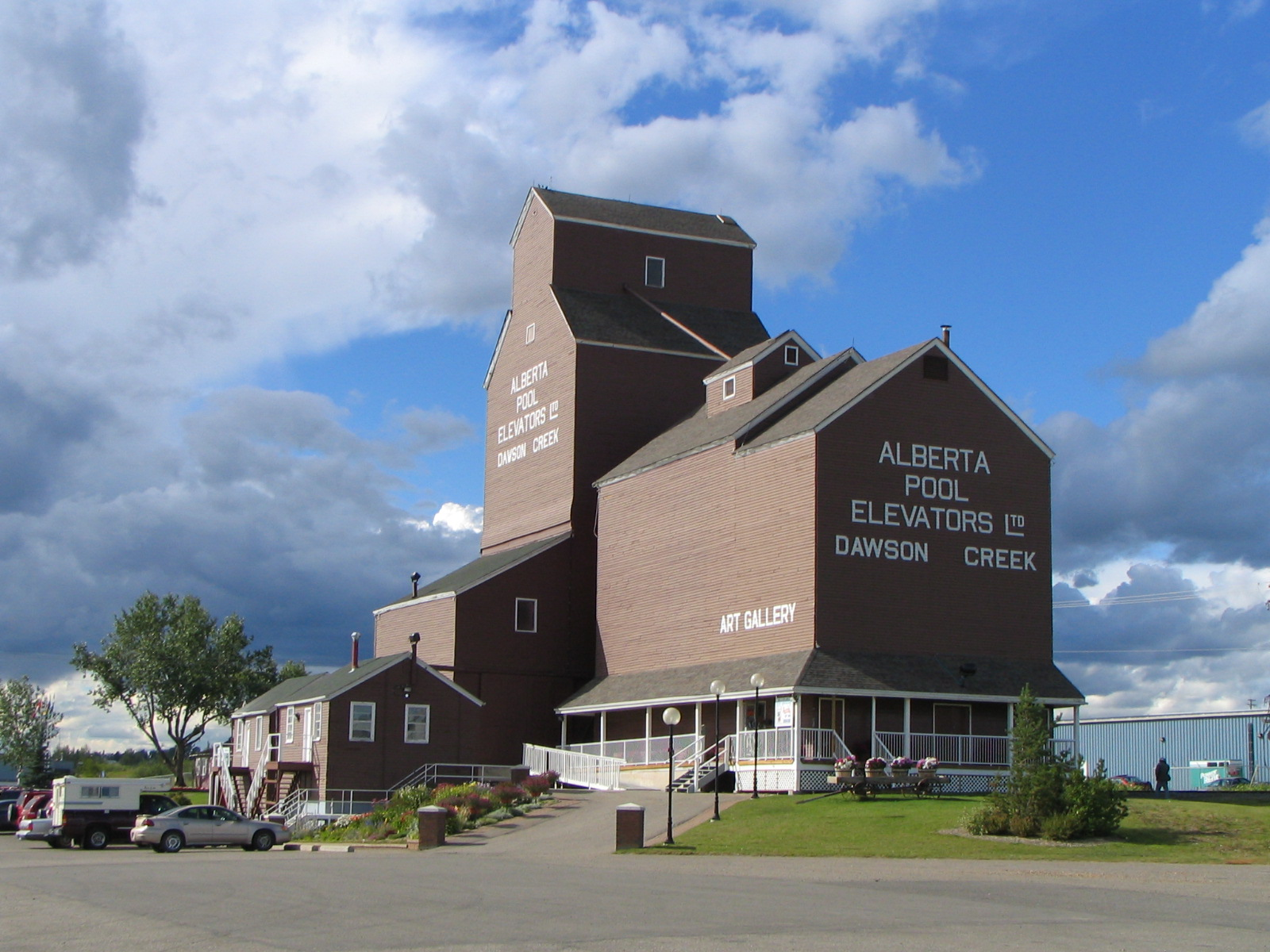
Galería de Arte de Dawson Creek en NAR Park.

La cultura de Dawson Creek se centra en torno a su designación como la Milla '0' de la autovía de Alaska. El puesto de la Milla '0', como se describe en la bandera, se sitúa en el centro histórico de la ciudad, una cuadra al sur del Northern Alberta Railways Park. Este parque de cuatro acres, en su mayoría pavimentado, es un punto de encuentro para viajeros y el comienzo oficial de la autovía de Alaska. El parque también incluye a la galería de arte de Dawson Creek, que exhibe obras de artistas y artesanos locales. El Station Museum, conectado a la galería de arte, expone artefactos y exhibiciones asociadas con la construcción del tren de NAR y la autovía de Alaska. Otros parques en Dawson Creek incluyen el Mile Zero Rotary Park y el Walter Wright Pioneer Village. Dentro de los eventos anuales de la ciudad se encuentran la sinfonía y el coro de Dawson Creek, la subasta de la galería artística, el rodeo primaveral de Dawson Creek, y el festival de Blue Grass de Peace Country. El evento más grande, celebrado anualmente desde 1953, es la Feria otoñal y exhibición de Dawson Creek, que consiste en un rodeo profesional de cinco días, con un desfile, recintos y exhibiciones.
Las facilidades de recreación de la ciudad incluyen dos campos de hockey, una pista de patinaje, una piscina interior, una pista de patinaje sobre hielo exterior, y un óvalo para skating a velocidad. El "South Peace Community Multiplex", una nueva facilidad para la comunidad, bajo construcción en las afueras de la ciudad, reemplazará a la piscina. El proyecto fue controvertido porque un referéndum sobre el Multiplex estimó un costo de CAD$21,6 millones; sin embargo, una vez que la construcción comenzó se proyectó un costo de CAD$35 millones. Se ubicará lejos de usos residenciales pero cerca de los suelos de exhibición, y contará con campo de rodeo interior, un centro de convención, y un área de juego. Próximo a Bear Mountain, situada al sur de la ciudad, hay más de 20 km (12 miles) de zonas de nieve y pistas de esquí a través del campo, así como áreas para esquiar montaña abajo y cerca de 500 km (300 millas) de caminos para vehículos de nieve, bicicletas de montaña y vehículos todo terreno.
Dawson Creek se sirve de varios periódicos regionales. El Peace River Block Daily News (Bloque de Noticias diarias de Peace River) y el Alaska Highway News (Noticias de la Autovía de Alaska), parten ambos de una cadena de periódicos locales, y se encuentran disponibles diariamente en Dawson Creek. El Peace River Block Daily News se edita en la ciudad y se concentra más en las noticias de Dawson Creek, mientras el Alaska Highway News se edita en Fort St. John. El Northeast News se publica semanalmente de forma gratuita en Fort St. John pero con sub-oficinas en Dawson Creek y Fort Nelson. La única estación de radio que emite desde Dawson Creek es la 890 CJDC AM, mientras que 94.5 Peace FM (CHET) se retransmite desde Chetwynd, y la 95.1 Energy FM (CHRX), la 101.5 The Bear FM (CKNL) y la 101.1 The Moose FM (CKFU) están disponibles pero se emiten desde Fort St. John. Las emisoras de televisión que transmiten desde la ciudad incluyen la afiliada a la "Canadian Broadcasting Corporation" (CJDC-TV) y la estación televisiva de la comunidad a cuenta de "Cable 10 Society".

## Gobierno y política
La Ciudad de Dawson Creek tiene una forma administrativa-concejal de gobierno municipal. Un consejo de seis miembros, junto con un alcalde, es elegido por mayoría cada tres años. El alcalde actual, Calvin Kruk, trabajó en el ayuntamiento de la ciudad antes de ser elegido alcalde en noviembre de 2005. Kruk venció al titular, Wayne Dahlen, que fue elegido en noviembre de 2002. Dos representantes administrativos, en representación del distrito colegial 59, también son elegidos por la ciudad. Dawson Creek financia su propio departamento de incendios, que abarca a la ciudad más 5 millas de áreas rurales, pero los contratos policiales corren a cargo de la "Royal Canadian Mounted Police" (Policía Real Montada Canadiense).
Dawson Creek se sitúa e el distrito electoral provincial de Peace River South y está representado por Blair Lekstrom en la Asamblea Legislativa de Columbia Británica. Lekstrom es un exalcalde de Dawson Creek, electo en 1996 y 1999. En la elección provincial de 2001 fue elegido miembro de la Asamblea Legislativa por el distrito, con un 67% de apoyo en la votación de Dawson Creek y reelecto en 2005 con el apoyo del 57% de la ciudad. Previo a Lekstrom, Peace River South estaba representado por Jack Weisgerber. Como residente de Dawson Creek, Weisgerber fue elegido como miembro del "Social Credit Party" (Partido de Crédito Social) en 1986, y trabajó como Ministro de Recursos energéticos, mineros y petrolíferos y Ministro de Asuntos Nativos. En 1991, mientras su partido perdía poder, Weisgerber fue reelecto y sirvió como líder interino del partido antes de unirse al "Reform Party of British Columbia" (Partido de la Reforma de Columbia Británica) en 1994. Weisgerber obtuvo la reelección en 1996 como líder de partido, pese a que los comicios de Dawson Creek le pusieron en un reñido tercer lugar, por detrás de los candidatos del "BC Liberal Party" (Partido Liberal de CB) y el "New Democratic Party" (Nuevo Partido Democrático).
Federalmente, Dawson Creek se encuentra el distrito federal electoral de Prince George—Peace River. El mismo está representado en la Cámara de los Comunes de Canadá por el miembro parlamentario del "Conservative Party" (Partido Conservador), Jay Hill. Previo a Hill, que fue el primer elegido en 1993, el distrito federal estuvo representado por el miembro del "Progressive Conservative Party" (Partido Conservador Progresista), Frank Oberle. Oberle se mantuvo en el cargo durante 20 años, entr 1972 y 1993. Al igual que el resto del distrito federal en las elecciones recientes, los votantes de Dawson Creek han apoyado decisivamente a los candidatos conservadores.